# Kobarid
Kobarid (en italià: Caporetto) és una ciutat i municipi de la part alta de la vall del Soča (italià: Isonzo), a l'oest d'Eslovènia, prop de la frontera amb Itàlia. Té 4.472 habitants, entre els quals 2.000 són homes i 2.250 són dones.
Kobarid és conegut per la famosa batalla de Caporetto que va tenir lloc el 1917 com a part de la Primera Guerra Mundial, i on la retirada italiana fou documentada per Ernest Hemingway en la seva novel·la, A Farewell to Arms.
La zona arqueològica de Tonočov Grad, molt propera, té edificis que daten d'abans de l'època de l'Imperi Romà.